# Хоумланд (Флорида)
Хоумланд (енгл. Homeland) насељено је место без административног статуса у америчкој савезној држави Флорида.

## Демографија
По попису из 2010. године број становника је 366.
| Група             | 2000.    | 2010.       |
| Белци             | 0 (0,0%) | 319 (87,2%) |
| Афроамериканци    | 0 (0,0%) | 5 (1,4%)    |
| Азијати           | 0 (0,0%) | 0 (0,0%)    |
| Хиспаноамериканци | 0 (0,0%) | 41 (11,2%)  |
| Укупно            | 0        | 366         |